# Barcelonnette
Barcelonnette is een gemeente in het Franse departement Alpes-de-Haute-Provence (regio Provence-Alpes-Côte d'Azur). De gemeente telde 2.528 inwoners op 1 januari 2022., die Barcelonnettes worden genoemd. De plaats is de onderprefectuur van het arrondissement Barcelonnette.

## Geschiedenis
Barcelonnette werd gesticht in 1231 door graaf Raymond Berengarius V van Provence als bastide. De stad werd gebouwd in een rasterpatroon en kreeg een stadsmuur met vier poorten en 22 torens. Om inwoners te lokken werden aan Barcelonnette bepaalde vrijheden toegekend, zoals het recht om jaarlijks consuls te kiezen. In 1316 werd een dominicanenklooster gesticht in de stad.
In 1646 kwam er ook een college van de Congregatie der Priesters van de Christelijke Doctrine.
Barcelonnette en de vallei van de Ubaye waren een twistappel tussen Provence (later Frankrijk) en Savoye. Pas in 1713 kende de Vrede van Utrecht de streek definitief toe aan Frankrijk.
Barcelonnette kreeg een legerkazerne. In 1913 werd het quartier Craplet geopend. Hier verbleven tijdens de Eerste Wereldoorlog Duitse officieren in krijgsgevangenschap. In 2009 werd de kazerne gesloten en verlieten de chasseurs alpins de stad.

## Geografie
De oppervlakte van Barcelonnette bedroeg op 1 januari 2022 16,42 vierkante kilometer; de bevolkingsdichtheid was toen 154 inwoners per km².
De Ubaye stroomt door Barcelonnette. De gemeente telt 639 ha aan bossen.
De onderstaande kaart toont de ligging van Barcelonnette met de belangrijkste infrastructuur en aangrenzende gemeenten.

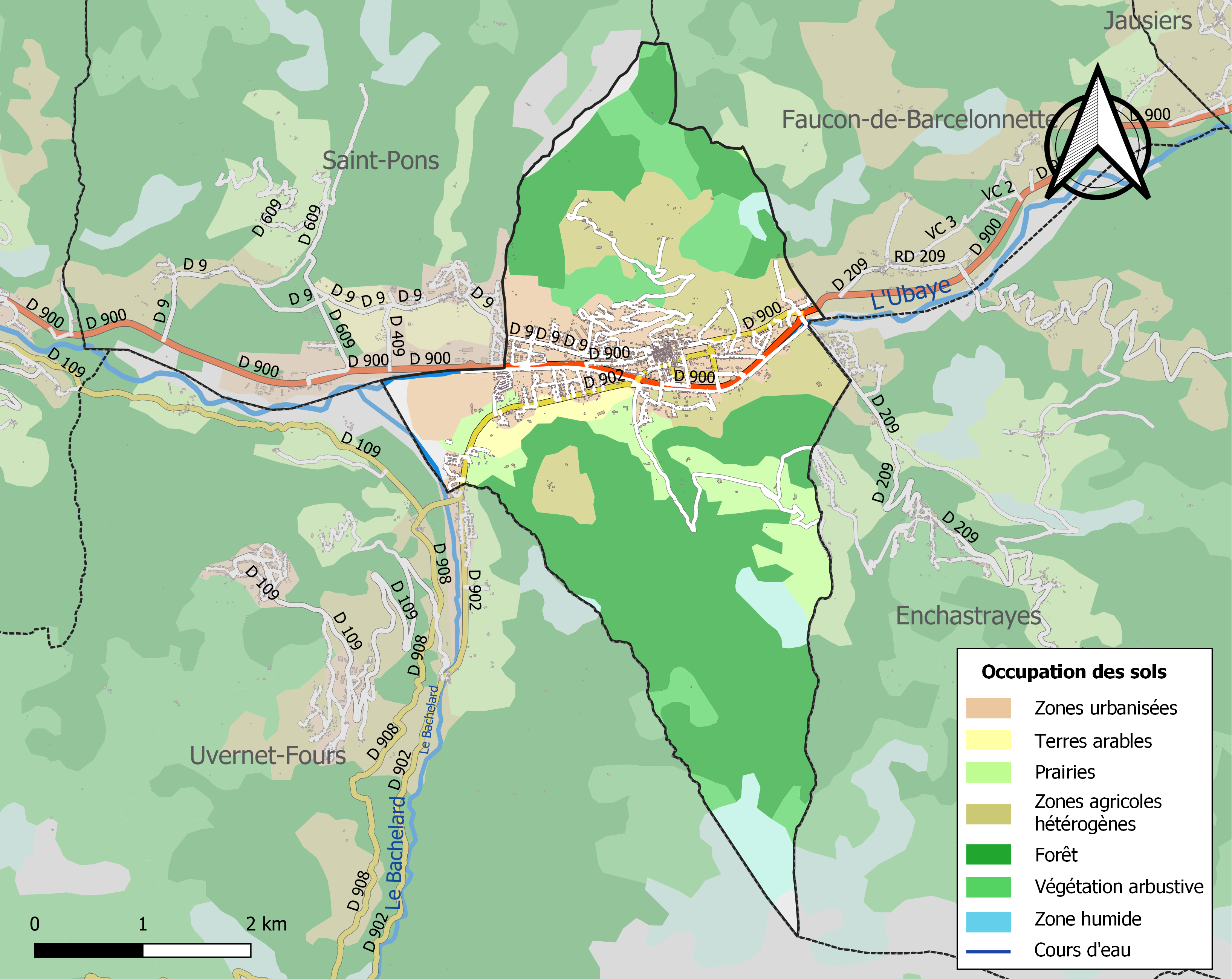

## Demografie
Onderstaande figuur toont het verloop van het inwonertal (bron: INSEE-tellingen).
Vanwege een beveiligingsprobleem met de MediaWiki Graph-software is het momenteel niet mogelijk deze grafiek weer te geven. Zodra de software is bijgewerkt zal de grafiek vanzelf weer zichtbaar worden.

## Bezienswaardigheden

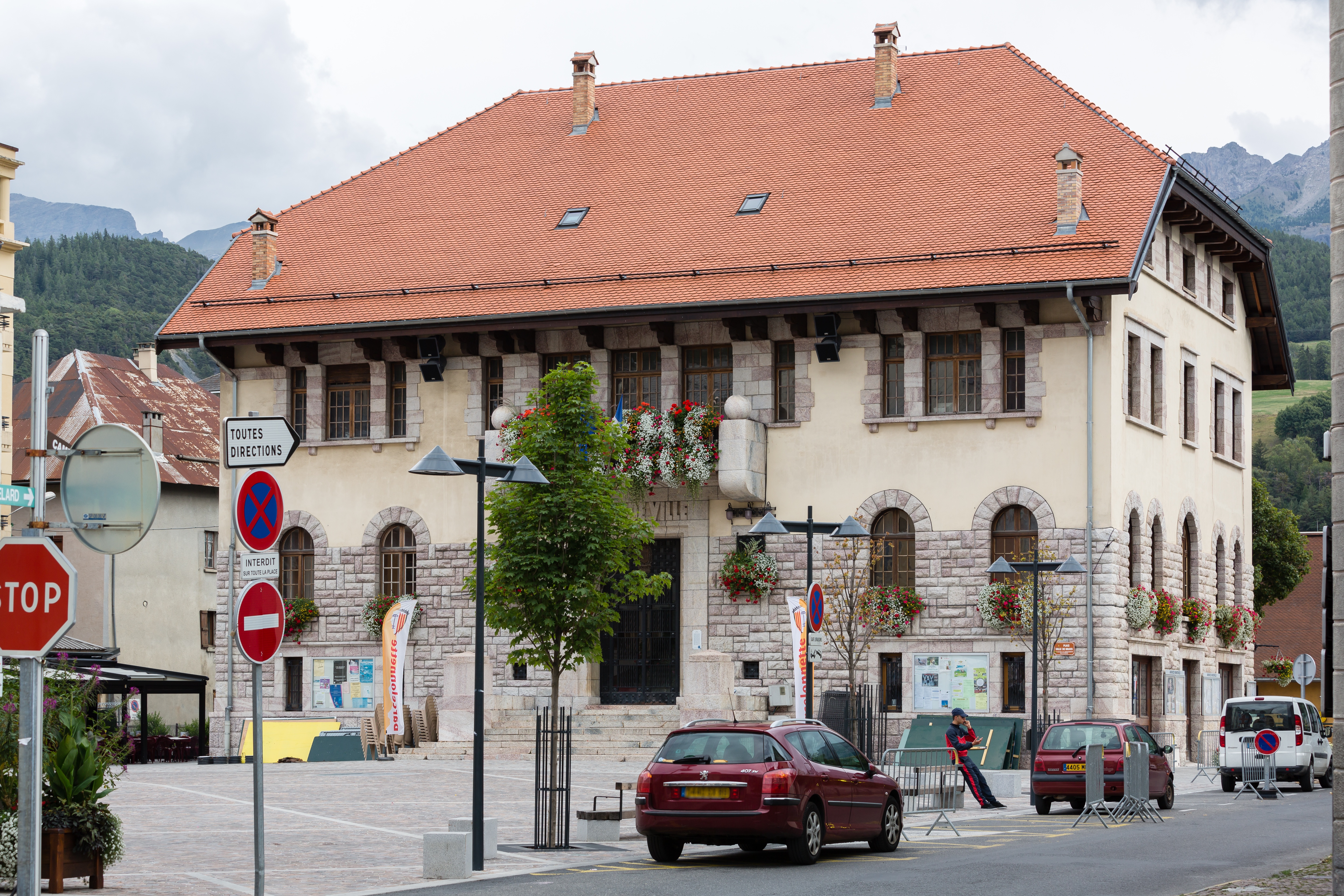
Gemeentehuis van Barcelonnette, geopend in 1934 en gebouwd op de plaats van het vroegere stadhuis, het college en de kapel Saint-Maurice

- Musée de la Vallée de l’Ubaye, streekmuseum

## Sport
Barcelonnette was twee keer etappeplaats in de wielerkoers Ronde van Frankrijk. In 1975 startte er een etappe en in 2024 was de Belg Victor Campenaerts er ritwinnaar.

## Geboren in Barcelonnette
- Paul Reynaud (1878-1966) , politicus, ex-premier (1940)

Barcelonnette · La Condamine-Châtelard · Enchastrayes · Faucon-de-Barcelonnette · Jausiers · Le Lauzet-Ubaye · Méolans-Revel · Pontis · Saint-Paul-sur-Ubaye · Saint-Pons · Les Thuiles · Ubaye-Serre-Ponçon · Uvernet-Fours · Val d'Oronaye